# Erlingsson
Erlingsson ist ein norwegischer und isländischer Name.

## Herkunft und Bedeutung
Der Name ist ein Patronym und bedeutet Sohn des Erling. Die weibliche Entsprechung im Isländischen ist Erlingsdóttir (Tochter des Erling).

## Namensträger
- Alv Erlingsson († 1290), norwegischer Lehnsmann, Baron und Jarl
- Bjarne Erlingsson († 1313), norwegischer Lehensmann und Baron
- Magnus V. (eigentlich Magnus Erlingsson; 1156–1184), von 1161 bis 1184 König von Norwegen
- Vidkunn Erlingsson (* um 1255; † 1302), norwegischer Ritter
- Þorsteinn Erlingsson (1858–1914), isländischer Schriftsteller